# Amine primaire oxydase
Pour les articles homonymes, voir Amine oxydase à cuivre.
Ne doit pas être confondu avec Monoamine oxydase.
L'amine primaire oxydase est une oxydoréductase qui catalyse la réaction :
R–CH2NH2 + H2O + O2  {\displaystyle \rightleftharpoons }  R–CHO + NH3 + H2O2.
Cette enzyme est une quinoprotéine à cuivre sensible à l'inhibition par les composés carbonylés tels que ceux de la famille de la semicarbazide H2N–NH–CO–NH2. Elle est spécifique des amines primaires et agit très peu ou pas sur les diamines telles que l'histamine ainsi que sur les amines secondaires et les amines tertiaires.
Initialement classée comme amine oxydase à cuivre (EC 1.4.3.6) sur la base de la nature du cofacteur, l'amine primaire oxydase (EC 1.4.3.21) en a été séparée de la diamine oxydase (EC 1.4.3.22).